# محمدجان الهندوستاني
محمد جان هندوستاني (من مواليد عام 1892 في تشوربوج [الإنجليزية]، في طاجيكستان) كان مدرسًا إسلاميًا في أوزبكستان خلال الحقبة السوفيتية. كان مدرسًا لعبد الوالي قوري ميرزاييف الذي قام بتدريس طاهر يولداش وجمعة نامانجاني [الإنجليزية] . أصبح كل من يولداش ونمنجاني زعيمين للحركة الإسلامية في أوزبكستان. وكان سيد عبد الله نوري ومحمد شريف همت زاده، زعيما حزب النهضة الإسلامي في طاجيكستان، من طلاب الهندوستاني أيضًا. قبض السوفييتي على الهندوستاني وتوفي في السجن.
في أوائل سبعينيات القرن العشرين، أسس الهندوستاني مدرسة سرية في دوشانبي. وقد تأثرت بفكر مؤسس جماعة الإخوان المسلمين حسن البنا، وكذلك حركة الديوبندية في الهند. (كان الإسلام الديوبندي أيضًا مؤثرًا أيديولوجيًا على حركة طالبان). 
اعتبر الهندوستاني بعض طلابه "وهابيين" - استخدم الهندوستاني مصطلح الوهابي لأي شخص يقدم تفسيرات غير تقليدية للقرآن الكريم .   وقد ندد بزياد الدين بوبوخون باعتباره وهابيًا لإصداره فتاوى تختلف عن التفسيرات الحنفية التقليدية؛ فرد بوبوخون بإزالة الهندوستاني من مجلس علماء الإدارة الدينية لمسلمي الاتحاد السوفيتي .  وقد استخدم بعض العلماء مصطلح الوهابية بهذا المعنى لوصف العلماء في وادي فرغانة وطاجيكستان الذين انحرفوا عن التقاليد المعروفة للإسلام الحنفي. أحد هؤلاء الطلاب، رحمة الله علوما من قوقند، في أوزبكستان، الذي توفي في حادث سيارة في عام 1981. كان كل من علامة وعبد الوالي قوري قد درسا لمدة ستة أشهر على يد حكيمجان قوري مارغيلوني، الذي كان يُعتبر أبا الوهابية الجديدة من علماء الحنفية في وادي فرغانة قبل الدراسة على يد الهندوستاني لمدة عام ونصف آخر. 